# Strassenbahn Schaffhausen
| Streckenlänge: | 7,88 / 8,69 km                                 |                                 |                                 |
| Spurweite: | 1000 mm (Meterspur)                            |                                 |                                 |
| Stromsystem: | 600 Volt = Scheidegg–Hochrheinbahn: 900 Volt = |                                 |                                 |
| Maximale Neigung: | 77 ‰                                           |                                 |                                 |
| Zweigleisigkeit: | Freyastrasse–Scheidegg Kreuz–Depot             |                                 |                                 |
| |                                                |                                 |                                 |
| \| \| \| von Oberwiesen-Stühlingen \| \| \| \| \| Hochrheinbahn \| \| \| \| \| Neuhausen Rheinhof \| \| \| \| \| Neuhausen Zentrum \| \| \| \| \| Neuhausen Freyastrasse \| \| \| \| \| \| \| \| \| \| Neuhausen Scheidegg \| \| \| \| \| Neuhausen Sonnenweg \| \| \| \| \| Rheinfallbahn \| \| \| \| \| Gemarkungsgrenze \| \| \| \| \| Kreuz \| \| \| \| \| Mühlentor \| \| \| \| \| Schützenhaus \| \| \| \| \| Promenade \| \| \| \| \| Rheinfallbahn und Hochrheinbahn \| \| \| \| \| \| \| \| \| \| Obertor \| \| \| \| \| Bahnhof \| \| \| \| \| Adler \| \| \| \| \| \| \| \| \| \| Seelinie und Hochrheinbahn \| \| \| \| \| Felsentäli \| \| \| \| \| Pilgerbrunnen \| \| \| \| \| Birch \| \| \| \| \| \| \| \| \| \| Depot \| \| \| \| \| \| \| \| \| \| Seelinie \| \| \| \| \| Güterbahnhof \| \| \| \| \| Schönenberg \| \| \| \| \| Ebnat \| \| \| \| \| Waldfriedhof \| \| \| \| \| Industriequartier Ebnat \| \| |                                                |                                 |                                 |
| U-Bahn-Strecke von links (außer Betrieb) |                                                | von Oberwiesen-Stühlingen       | von Oberwiesen-Stühlingen       |
| U-Bahn-Kreuzung mit Eisenbahn geradeaus unten (Strecke geradeaus außer Betrieb) |                                                | Hochrheinbahn                   | Hochrheinbahn                   |
| U-Bahn-Haltepunkt / Haltestelle (Strecke außer Betrieb) |                                                | Neuhausen Rheinhof              | Neuhausen Rheinhof              |
| U-Bahn-Kopfbahnhof Streckenanfang (Strecke außer Betrieb) · U-Bahn-Strecke (außer Betrieb) |                                                | Neuhausen Zentrum               | Neuhausen Zentrum               |
| U-Bahn-Haltepunkt / Haltestelle (Strecke außer Betrieb) · U-Bahn-Strecke (außer Betrieb) |                                                | Neuhausen Freyastrasse          | Neuhausen Freyastrasse          |
| U-Bahn-Abzweig geradeaus und von links (Strecke außer Betrieb) · U-Bahn-Strecke nach rechts (außer Betrieb) |                                                |                                 |                                 |
| U-Bahn-Bahnhof (Strecke außer Betrieb) |                                                | Neuhausen Scheidegg             | Neuhausen Scheidegg             |
| U-Bahn-Haltepunkt / Haltestelle (Strecke außer Betrieb) |                                                | Neuhausen Sonnenweg             | Neuhausen Sonnenweg             |
| U-Bahn-Kreuzung mit Eisenbahn geradeaus unten (Strecke geradeaus außer Betrieb) |                                                | Rheinfallbahn                   | Rheinfallbahn                   |
| U-Bahn-Grenze (Strecke außer Betrieb) |                                                | Gemarkungsgrenze                | Gemarkungsgrenze                |
| U-Bahn-Haltepunkt / Haltestelle (Strecke außer Betrieb) |                                                | Kreuz                           | Kreuz                           |
| U-Bahn-Haltepunkt / Haltestelle (Strecke außer Betrieb) |                                                | Mühlentor                       | Mühlentor                       |
| U-Bahn-Strecke (außer Betrieb) · U-Bahn-Kopfbahnhof Streckenanfang (Strecke außer Betrieb) |                                                | Schützenhaus                    | Schützenhaus                    |
| U-Bahn-Strecke (außer Betrieb) · U-Bahn-Haltepunkt / Haltestelle (Strecke außer Betrieb) |                                                | Promenade                       | Promenade                       |
| U-Bahn-Strecke (außer Betrieb) · U-Bahn-Kreuzung mit Eisenbahn geradeaus oben (Strecke geradeaus außer Betrieb) |                                                | Rheinfallbahn und Hochrheinbahn | Rheinfallbahn und Hochrheinbahn |
| U-Bahn-Abzweig geradeaus und von links (Strecke außer Betrieb) · U-Bahn-Strecke nach rechts (außer Betrieb) |                                                |                                 |                                 |
| U-Bahn-Bahnhof (Strecke außer Betrieb) |                                                | Obertor                         | Obertor                         |
| U-Bahn-Bahnhof (Strecke außer Betrieb) |                                                | Bahnhof                         | Bahnhof                         |
| U-Bahn-Bahnhof (Strecke außer Betrieb) |                                                | Adler                           | Adler                           |
| U-Bahn-Abzweig geradeaus, nach links und von links (Strecke außer Betrieb) · U-Bahn-Strecke von rechts (außer Betrieb) |                                                |                                 |                                 |
| U-Bahn-Strecke (außer Betrieb) · U-Bahn-Kreuzung mit Eisenbahn geradeaus unten (Strecke geradeaus außer Betrieb) |                                                | Seelinie und Hochrheinbahn      | Seelinie und Hochrheinbahn      |
| U-Bahn-Strecke (außer Betrieb) · U-Bahn-Haltepunkt / Haltestelle (Strecke außer Betrieb) |                                                | Felsentäli                      | Felsentäli                      |
| U-Bahn-Strecke (außer Betrieb) · U-Bahn-Haltepunkt / Haltestelle (Strecke außer Betrieb) |                                                | Pilgerbrunnen                   | Pilgerbrunnen                   |
| U-Bahn-Strecke (außer Betrieb) · U-Bahn-Kopfbahnhof Streckenende (Strecke außer Betrieb) |                                                | Birch                           | Birch                           |
| U-Bahn-Strecke nach links (außer Betrieb) · U-Bahn-Strecke von rechts (außer Betrieb) |                                                |                                 |                                 |
| U-Bahn-Bahnhof (Strecke außer Betrieb) |                                                | Depot                           | Depot                           |
| U-Bahn-Betriebs-/Güterbahnhof Streckenanfang und quer (Strecke außer Betrieb) · U-Bahn-Abzweig geradeaus und nach rechts (Strecke außer Betrieb) |                                                |                                 |                                 |
| U-Bahn-Kreuzung mit Eisenbahn geradeaus unten (Strecke geradeaus außer Betrieb) |                                                | Seelinie                        | Seelinie                        |
| U-Bahn-Dienststation / Betriebs- oder Güterbahnhof (Strecke außer Betrieb) |                                                | Güterbahnhof                    | Güterbahnhof                    |
| U-Bahn-Haltepunkt / Haltestelle (Strecke außer Betrieb) |                                                | Schönenberg                     | Schönenberg                     |
| U-Bahn-Bahnhof (Strecke außer Betrieb) |                                                | Ebnat                           | Ebnat                           |
| U-Bahn-Kopfbahnhof Streckenanfang und quer (Strecke außer Betrieb) · U-Bahn-Abzweig geradeaus und nach rechts (Strecke außer Betrieb) |                                                | Waldfriedhof                    | Waldfriedhof                    |
| U-Bahn-Betriebs-/Güterbahnhof Streckenende (Strecke außer Betrieb) |                                                | Industriequartier Ebnat         | Industriequartier Ebnat         |

Die Strassenbahn Schaffhausen war ein meterspuriges Strassenbahnnetz im Schweizer Kanton Schaffhausen. Es wurde von 1901 bis 1966 im Personenverkehr sowie von 1905 bis 1993 im Güterverkehr betrieben und sorgte für die Erschliessung der Stadt Schaffhausen und die Verbindung mit der Nachbargemeinde Neuhausen am Rheinfall. Im Personenverkehr löste der bis heute verkehrende Trolleybus Schaffhausen die Strassenbahn ab.
Für die Personenbeförderung zuständiges Verkehrsunternehmen war die Schaffhauser Strassenbahn (SchSt), diese Gesellschaft firmiert seit der Umstellung auf Trolleybus als Verkehrsbetriebe Schaffhausen (VBSH). Die Güterstrassenbahn – die ab 1911 normalspurige Güterwagen mittels Rollschemeln transportierte – wurde sowohl von der SchSt als auch vom Industrieunternehmen Georg Fischer AG (GF) betrieben. Ferner verkehrten zwischen 1905 und 1964 auch die Überland-Züge der Strassenbahn Schaffhausen–Schleitheim (StSS) in der Stadt, dieses Unternehmen betrieb darüber hinaus ebenfalls Güterverkehr auf dem Tramnetz.

## Geschichte
Nachdem Schaffhausen und Neuhausen bereits seit 1857 durch die Rheinfallbahn miteinander verbunden waren, begannen am 3. November 1900 die Bauarbeiten für die Strassenbahn vom Bahnhof Schaffhausen ins Zentrum von Neuhausen. Sie verkehrte erstmals am 13. April 1901, die offizielle Eröffnungsfeier fand am 11. Mai 1901 statt. Bereits am 1. Juli 1901 gleichen Jahres folgte eine zweite Strecke vom Bahnhof zum Schützenhaus im höhergelegenen Quartier Breite, weitere zwei Wochen später die Aufnahme des planmässigen Personenbetriebs auf dem Abschnitt Bahnhof–Depot. Letzteres befand sich auf dem Gelände des heutigen Feuerwehrzentrums.
Am 8. August 1905 ging dann gemeinsam mit der Überlandstrecke nach Oberwiesen-Stühlingen die 780 Meter lange Zweigstrecke zwischen der Haltestelle Neuhausen Scheidegg und dem Viadukt der Hochrheinbahn in Betrieb. Dieser Abschnitt war abweichend zum restlichen Tramnetz mit den auf der Überlandstrecke üblichen 900 Volt Gleichstrom elektrifiziert. Die Strecke zwischen Scheidegg und dem Viadukt der Hochrheinbahn wurde zwar erst 1908 von der SchSt an die StSS übergeben, dennoch diente sie von Beginn an ausschliesslich den Zügen der StSS. Anfangs befand sich die Eigentumsgrenze exakt beim Viadukt, dort begann auch die Kilometrierung der Überlandstrecke. Allerdings bedienten die Überlandzüge nicht alle Zwischenhaltestellen der städtischen Strassenbahn, gehalten wurde nur an den Stationen Schaffhausen Kreuz und Neuhausen Rheinhof. Mit der Eröffnung der Überlandstrecke begann auch der Güterverkehr auf dem Netz der Strassenbahn, die StSS beförderte ihre Güterwagen über den Schaffhauser Personenbahnhof hinaus, am SchSt-Depot vorbei, bis zum Güterbahnhof.
Am 3. April 1911 erfolgte die südliche Erweiterung zwischen Güterbahnhof und Waldfriedhof einerseits sowie ins Industriequartier Ebnat andererseits. Mit letzterem Streckenast begann auch der Rollschemelverkehr auf Tramgleisen, unter anderem wurde die Maschinenfabrik Rauschenbach bedient.
Nach dem Vorbild des Güterverkehrs ins Ebnat wollte auch die Georg Fischer AG ihr Stahlwerk (Werk IV) im Mühlental ans Schienennetz anschliessen lassen. Das Unternehmen ergriff hierzu selbst die Initiative und errichtete eine ebenfalls meterspurige und elektrifizierte Werksbahn, die mit eigenen Fahrzeugen bedient wurde. Diese knüpfte an der Haltestelle Adler beim Schwabentor ans Strassenbahnnetz an und stellte somit die Verbindung zum Güterbahnhof her. Die Werksbahn nahm ihren Betrieb am 10. Juni 1913 auf, acht Tage später folgte auf dieser bis ins Birch führenden Strecke auch die Aufnahme des regulären Personenverkehrs. Hier fuhren fortan SchSt-Fahrzeuge auf GF-Infrastruktur, die Stadt Schaffhausen war dadurch ohne nennenswerte Kosten in den Besitz und Genuss einer neuen Strassenbahnlinie gekommen, welche ohnehin früher oder später nötig wäre. Damit hatte die Strassenbahn Schaffhausen ihre grösste Ausdehnung von 8,69 Kilometern erreicht. Die Breitelinie und die Mühlentallinie wurden zum 24. Oktober 1915 zu einer Durchmesserlinie verknüpft.
Zum 1. August 1928 stellte die SchSt den Abschnitt Obertor–Schützenhaus (Linie 3) auf Autobusbetrieb um. Die Bedienung der Breite übernahm fortan der Privatunternehmer Albert Rattin. Die nächste Umstellung auf Autobus betraf am 13. April 1957 den Abschnitt Adler–Birch (Linie 2), wenngleich der von der Georg Fischer AG in Eigenregie durchgeführte Güterverkehr ins Mühlental weiterhin aufrechterhalten wurde. Allerdings errichtete man hierzu eine neue Rollschemelanlage auf dem Areal des alten Kantonsspitals und des ehemaligen Restaurants Talrose, diese wurde fortan vom Personenbahnhof Schaffhausen aus bedient. Die GF-Werksbahn war somit fortan betrieblich vom VBSH-Schienennetz getrennt.
Am 1. Oktober 1964 stellte auch die StSS ihren Schienenverkehr ein, bevor mit der Aufnahme des Trolleybusverkehrs am 24. September 1966 auch der verbliebene Strassenbahn-Personenverkehr zwischen Neuhausen Zentrum und Waldfriedhof endete (Linie 1).
Am 6. März 1970 ersetzte man schliesslich den Rollschemelbetrieb zwischen Güterbahnhof und Industriequartier Ebnat durch einen normalspurigen Gleisanschluss für die Georg Fischer AG, die seit Übernahme der Maschinenfabrik Rauschenbach im Ebnat ebenfalls einen Produktionsstandort besitzt. Damit endete auch der Schienenverkehr der Verkehrsbetriebe Schaffhausen.
Der letzte Restabschnitt des Meterspurnetzes rund um Schaffhausen verschwand dann am 6. August 1993, als der verbliebene Werksbahnverkehr zwischen der 1957 eröffneten Rollschemelanlage Mühlental und der Stahlgiesserei aufgelassen wurde. Dessen Bedienung erfolgte bereits seit 1980 mit einer Diesellokomotive, welche die Georg Fischer AG zuvor von der Baugesellschaft des Arlberg-Strassentunnels gebraucht übernommen hatte.

## Fahrzeuge

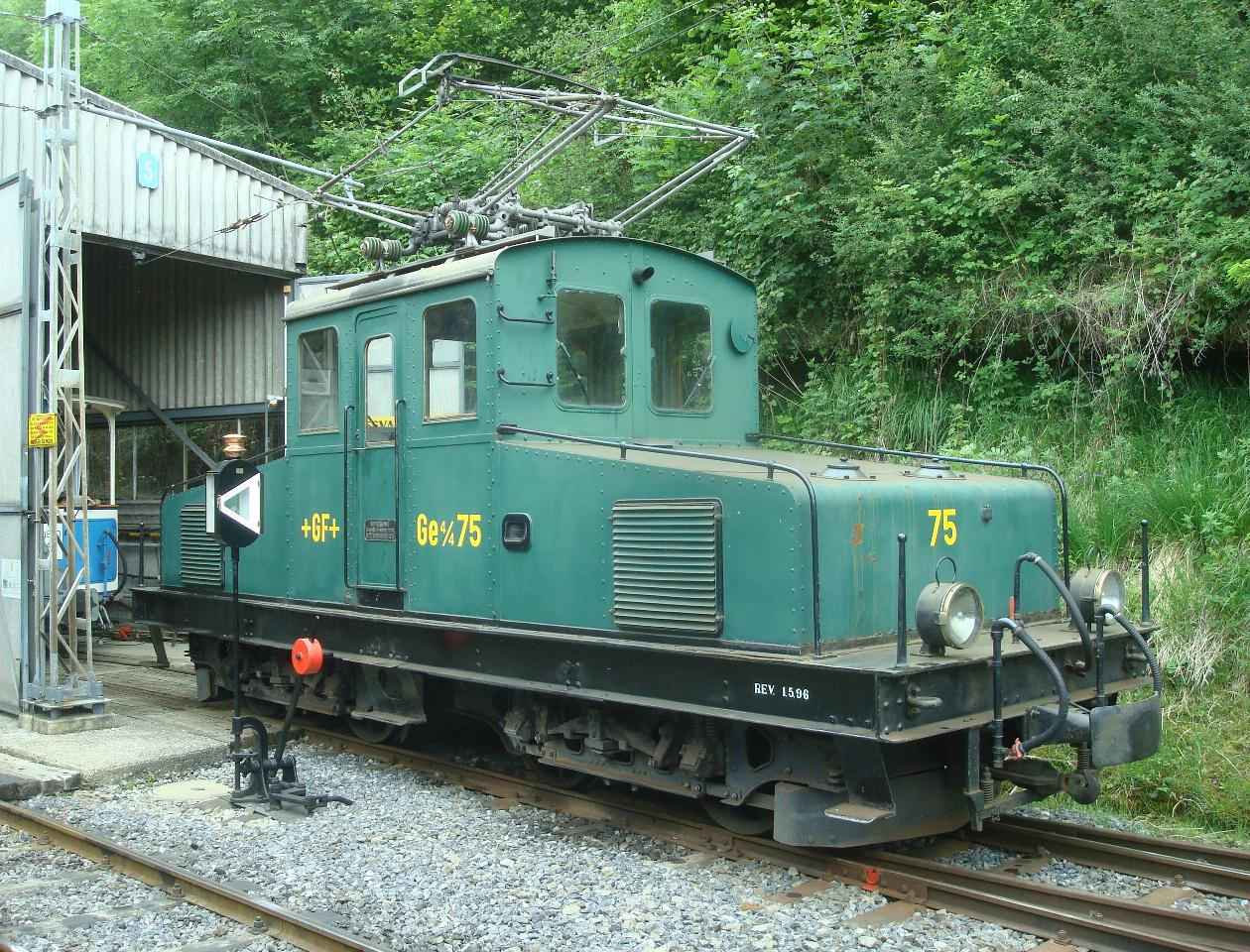
Die Lokomotive Ge 4/4 75 gehörte der Georg Fischer AG und besorgte den Güterverkehr im Mühlental

Für die Strassenbahn Schaffhausen beziehungsweise die Werksbahn der Georg Fischer AG wurden im Laufe der Jahre 20 Personentriebwagen, neun Beiwagen, vier Elektrolokomotiven, ein Gütertriebwagen sowie ein Arbeitswagen beschafft:
| Hersteller | Baujahre  | Art               | Typ    | Nummern | Bemerkungen                                                                                  |
| ---------- | --------- | ----------------- | ------ | ------- | -------------------------------------------------------------------------------------------- |
| SIG / MFO  | 1901      | Triebwagen        | Ce 2/2 | 1–9     | zwischen 1943 und 1966 ausgemustert                                                          |
| SIG / MFO  | 1907–1908 | Triebwagen        | Ce 2/2 | 10–11   | 1966 ausgemustert                                                                            |
| SIG / MFO  | 1912      | Triebwagen        | Ce 2/2 | 12–17   | zwischen 1956 und 1966 ausgemustert                                                          |
| SIG / MFO  | 1921      | Triebwagen        | Ce 2/2 | 18–20   | 1966 ausgemustert                                                                            |
| SIG        | 1903      | Beiwagen          | C 2    | 21      | Sommerwagen, 1942 nach Polen verkauft                                                        |
| SIG        | 1913      | Beiwagen          | C 2    | 52–57   | 1966 ausgemustert, 55 ans Trammuseum Zürich                                                  |
| SWS        | 1929      | Beiwagen          | C 2    | 60–61   | 1951 aus Winterthur übernommen, 1958 ausgemustert                                            |
| SIG / MFO  | 1911      | Gütertriebwagen   | Fe 4/4 | 71      | 1968 ausgemustert                                                                            |
| SIG / MFO  | 1913      | Elektrolokomotive | Ge 4/4 | 73      | 1971 ausgemustert                                                                            |
| SIG / MFO  | 1930      | Elektrolokomotive | Ge 4/4 | 74      | 1970 an Solothurn-Niederbipp-Bahn verkauft                                                   |
| SIG / MFO  | 1913      | Elektrolokomotive | Ge 4/4 | 75–76   | im Besitz der Georg Fischer AG, 75: 1980 an Museumsbahn Blonay–Chamby, 76: 1981 verschrottet |
| SWS / MFO  | 1925      | Arbeitswagen      | Xe 4/4 | 157     | 1951 aus Winterthur übernommen, 1972 ausgemustert                                            |